# Kruittorenramp van Bredevoort

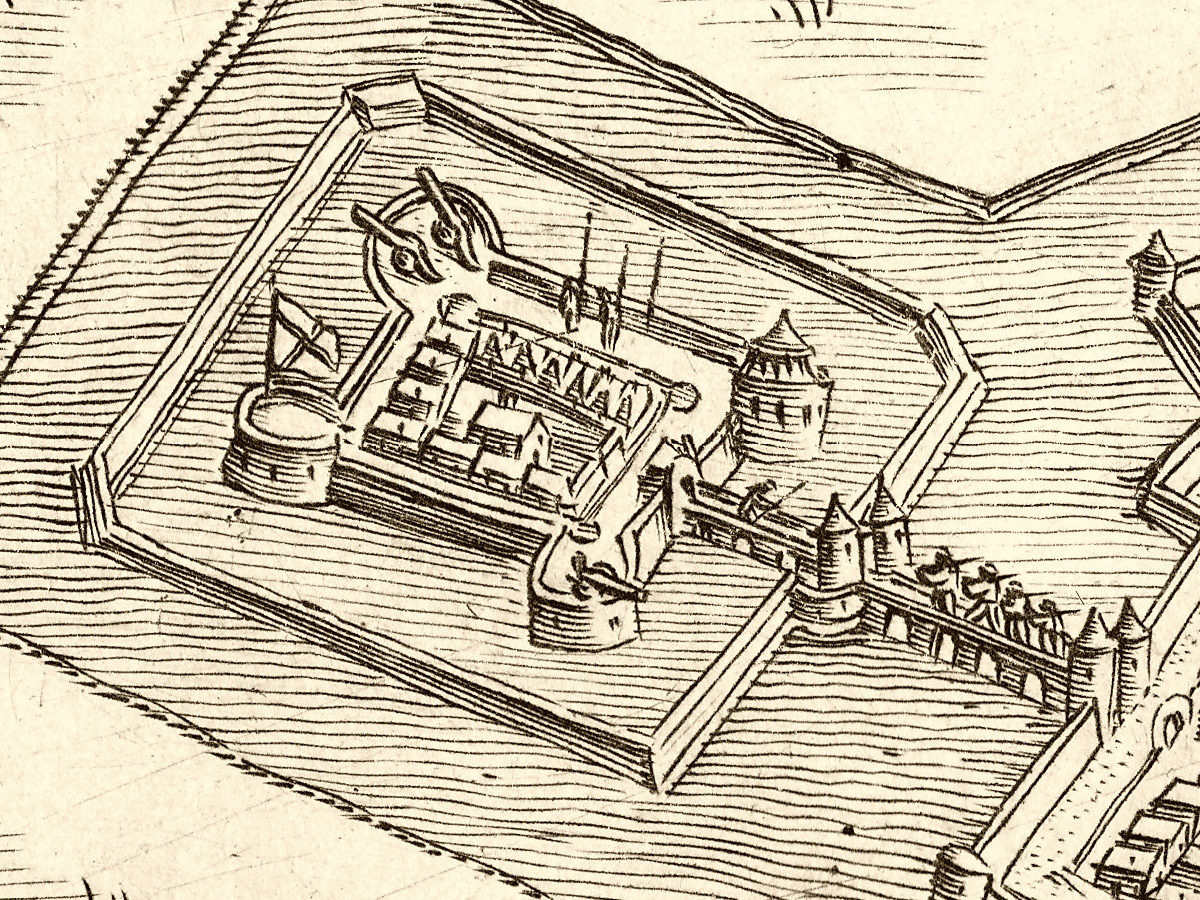
Het kasteel voor de ramp

De Bredevoortse Kruittorenramp vond op zondag 12 juli 1646 rond vier uur 's middags plaats in het Oost-Gelderse stadje Bredevoort. Op dat moment trof de bliksem de kruittoren van het kasteel met daarin 320 vaten buskruit. Bij de daaropvolgende ontploffing vielen veertig doden en een onbekend aantal gewonden.

## Kasteel en Ambthuis

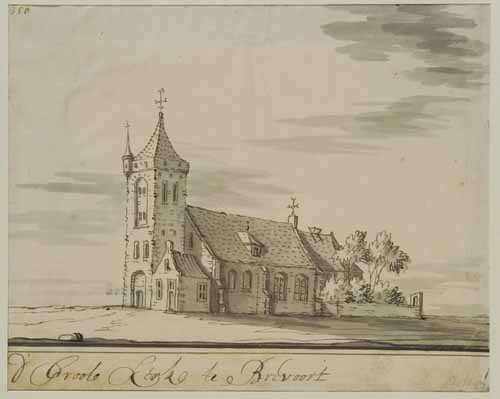
De grote kerk van Bredevoort

Bij de inslag vloog de toren in brand. De explosie was zo hevig dat daarbij ook het Ambtshuis instortte. Onder het puin van het Ambthuis lagen de drost en gouverneur Wilhelm van Haersolte met zijn vrouw Jr. Catrijne van Brakel en acht van haar kinderen en enkele andere mensen, negentien doden in totaal. De stad ondervond veel schade van de explosie en bijna alle huizen verloren hun dakpannen en ruiten. De huizen rondom het kasteel waren ingestort. Er is met gebruik van schoppen en houwelen drie dagen lang onder de puinhopen naar overlevenden gezocht.
De doden die onder het puin van het Ambthuis lagen, werden op 15 juli opgebaard in het huis van de weduwe van de overleden predikant D.J. Verschagen.
De drost met zijn vrouw en acht kinderen werden op donderdag 16 juli in de voormiddag begraven in het koor van de Sint-Joriskerk. Het is niet duidelijk hoeveel mensen onder het puin gebleven zijn. In totaal stierven die dag veertig mensen. Over het aantal slachtoffers dat gewond raakte, maken de bronnen geen melding.

## Anthony van Haersolte

Het wapenschild van Haersolte

Eén zoon van Drost Wilhelm van Haersolte heeft de ramp overleefd. Anthony, zoals hij heette, was toevallig die dag niet thuis: hij verbleef in Zwolle.
Hij heeft in Zwolle de familie voortgezet en heeft daar het Haersolte-Armenhuis gesticht, waarbij wordt aangenomen dat de stichting verband houdt met de ramp van Bredevoort.

## Voetnoten
1. ↑  Gelders Archief, Oud-Rechterlijk Archief Bredevoort, inv.nr. 415 fol. 24v
2. ↑  heerlijkheid Bredevoort
3. ↑  bredevoort.org[dode link]
4. ↑  H.A. Hauer: Bredevoort can ick vergeten niet, 1993 p. 35
5. ↑  Historisch centrum Overijssel